# Campionati svizzeri di sci alpino 1976
Ai Campionati svizzeri di sci alpino 1976 furono assegnati i titoli di discesa libera, slalom gigante, slalom speciale e combinata, sia maschili sia femminili; oltre agli sciatori svizzeri poterono concorrere al titolo anche gli sciatori di nazionalità liechtensteinese.

## Risultati
| Specialità      | Uomini        | Donne                 |
| --------------- | ------------- | --------------------- |
| Discesa libera  | Philippe Roux | Bernadette Zurbriggen |
| Slalom gigante  | Ernst Good    | Marie-Theres Nadig    |
| Slalom speciale | Heini Hemmi   | Marianne Jäger        |
| Combinata       | Peter Lüscher | Marianne Jäger        |